# Sasca Montană
Sasca Montană – wieś w Rumunii, w okręgu Caraș-Severin, w gminie Sasca Montană. W 2011 roku liczyła 472 mieszkańców. 